# László Havasi
László Havasi (Geburtsname: László Hemberger; * 17. Juni 1922 in Pápa; † 4. September 1992 im VII. Budapester Bezirk „Erzsébetváros“, Budapest) war ein Offizier in der Volksrepublik Ungarn und zuletzt Generalmajor (Vezérőrnagy) im Innenministerium (Belügyminisztérium) sowie von 1974 bis 1977 Leiter der Gruppe BM III/II Spionageabwehr (Kémelhárítás) und stellvertretender Leiter der Hauptgruppe BM III.

## Leben

### Berufliche Tätigkeiten, Mitarbeiter der Staatsschutzbehörde PRO, ÁVO sowie ÁVH und Wechsel ins Innenministerium
Der als László Hemberger geborene László Havasi, Sohn von Mária Káldi, war nach dem Besuch von sechs Klassen der Grundschule zwischen 1934 und 1938 als Hilfsarbeiter in der Ofen- und Pfeifenfabrik in seinem Geburtsort Pápa tätig. Danach arbeitete er von 1938 bis 1940 als Maschinenschlosser in der Fahrradabteilung Manfred Weiss Stahl- und Metallwerke mbH (Weiss Manfréd Acél- és Fémművek) sowie von 1940 bis 1941 als Fahrzeugführer bei der Budapester Verkehrsgesellschaft BESZKÁRT (Budapest Székesfővárosi Közlekedési Rt.).  1941 kehrte er zu den Manfred Weiss Stahl- und Metallwerken zurück und war dort zunächst wieder Maschinenschlosser in der Fahrradabteilung sowie anschließend von 1941 bis zum 31. Juli 1945 Werkzeugfräser in der dortigen Abteilung für Beschläge.
Am 1. August 1945 wurde er Mitarbeiter der Abteilung Politische Polizei PRO (Politikai Rendészeti Osztály) der Ungarischen Staatspolizeidirektion sowie im Anschluss in Miskolc im September 1946 nach seiner Beförderung zum Leutnant (Hadnagy) Mitarbeiter der aus der PRO entstandenen Staatsschutzabteilung der Ungarischen Staatspolizei ÁVO (Magyar Államrendőrség Államvédelmi Osztálya) sowie schließlich im September 1948 der wiederum aus der ÁVO entstandenen Staatsschutzbehörde ÁVH (Államvédelmi Hatóság). Er besuchte 1947 für drei Wochen die Parteischule der Partei der Ungarischen Werktätigen MDP (Magyar Dolgozók Pártja) und wurde am 1. Dezember 1948 zum Oberleutnant (Főhadnagy) befördert. In der Folgezeit war er Mitarbeiter der ÁVH in Egri sowie Hevesmegyi sowie nach seiner Beförderung zum Hauptmann (Százados) vom 11. Januar bis zum 12. April 1952 Leiter des ÁVH-Amtes im Komitat Veszprém. Anschließend besuchte er zwischen dem 12. Mai 1952 und Januar 1954 eine Betriebsschule des Ministeriums für Staatssicherheit in Sowjetunion. 
Nach seiner Rückkehr wurde Havasi am 26. März 1954 zum Major (Őrnagy) befördert und fand in den folgenden Jahren bis zum 24. Januar 1960 Verwendungen in den Polizeidienststellen im Komitat Borsod-Abaúj-Zemplén, in Veszprém sowie im Komitat Pest. Nachdem im Zuge der Niederschlagung des Volksaufstandes (23. Oktober bis 4. November 1956) die Auflösung der bislang eigenständigen Staatsschutzbehörde ÁVO erfolgte und deren Aufgaben als Politische Polizei von der neuen Abteilung II Politische Ermittlungen (Politikai Nyomozó) vom Innenministerium übernommen wurden, wechselte er in die Zentrale des Innenministeriums und war dort zunächst Mitarbeiter der Abteilungen BM II/5 Verhinderung innerer Aktionen (Belsőreakció-elhárítás), BM II/7 und zuletzt vom 11. Mai bis zum 14. August 1962 stellvertretender Leiter der Abteilung BM II/9 Umfeldermittlungen (Környezet-tanulmányozás). Während dieser Zeit besuchte er 1959 die Marxismus-Leninismus-Abenduniversität und erhielt am 4. April 1960 seine Beförderung zum Oberstleutnant (Alezredes).

### Aufstieg zum Generalmajor
Im August 1962 kam es zu einer neuerlichen Reorganisation der Staatsschutzaufgaben. Dabei wurde im Innenministerium die Abteilung II Politische Ermittlungen durch die Hauptgruppe BM III Staatssicherheit (Állambiztonsági) als die neue Organisation der politischen Polizei ersetzt. Innerhalb dieser Hauptgruppe wurden fünf Gruppen geschaffen, wobei József Galambos als erster Leiter der Hauptgruppe III Chef der Staatssicherheit blieb. Diese Organisation umfasste alle ungarischen Geheimdienste mit Ausnahme des militärischen Nachrichtendienstes (MNVK 2. Csoportfőnökség), der als Gruppe 2 dem Generalstab der Ungarischen Volksarmee MNVK (Magyar Néphadsereg Vezérkar) unterstellt war.
László Havasi selbst fungierte zwischen dem 15. August 1962 und dem 31. August 1963 als Leiter der Abteilung BM III/V-1 Verschwörungsüberprüfung („K“ konspirált ellenőrzés). Daneben besuchte er von 1962 bis 1965 Abendlehrgänge des Fremdsprachenkollegs des Innenministerium und war zudem vom 1. September 1963 bis zum 30. Juni 1965 Absolvent der Parteihochschule der Ungarischen Sozialistischen Arbeiterpartei MSZMP (Magyar Szocialista Munkáspárt). Nach deren Beendigung übernahm er vom 1. Juli 1965 bis zum 31. März 1966 den Posten als Leiter der Abteilung BM III/II-4 Verteidigung gegen Geheimdienste aus Ländern des Nahen und Fernen Ostens, Anwerbung ungarischer Stipendiaten (Elhárítás a közel- és távol-keleti országok hírszerzésével szemben, magyarországi ösztöndíjasok között). Im Anschluss war er zwischen dem 1. April 1966 und dem 1. Dezember 1973 zunächst stellvertretender Leiter sowie im Anschluss vom 1. Januar 1974 bis zum 30. Juni 1977 Leiter der Gruppe BM III/II Spionageabwehr (Kémelhárítás) und stellvertretender Leiter der Hauptgruppe BM III. In diesen Funktionen wurde er am 4. April 1967 zum Oberst (Ezredes) sowie am 1. November 1974 zum Generalmajor (Vezérőrnagy) befördert. Am 30. Juni 1977 trat er in den Ruhestand, woraufhin Oberst Miklós Rédei seine Nachfolge als stellvertretender Leiter der Hauptgruppe BM III und Leiter der Gruppe BM III/II Spionageabwehr antrat.

## Weblink
- Havasi László (Hemberger László). In: Historisches Archiv der Staatssicherheitsdienste (Állambiztonsági Szolgálatok Történeti Levéltára). Abgerufen am 2. März 2023 (ungarisch).

## Hintergrundliteratur
- Georg Herbstritt: Entzweite Freunde. Rumänien, die Securitate und die DDR-Staatssicherheit 1950 bis 1989, 2016, ISBN 978-3-6473-5-1223, S. 255 (Onlineversion (Auszug))

| Personendaten    | Personendaten                                    |
| ---------------- | ------------------------------------------------ |
| NAME             | Havasi, László                                   |
| ALTERNATIVNAMEN  | Hemberger, László (Geburtsname)                  |
| KURZBESCHREIBUNG | ungarischer Generalmajor                         |
| GEBURTSDATUM     | 17. Juni 1922                                    |
| GEBURTSORT       | Pápa                                             |
| STERBEDATUM      | 4. September 1992                                |
| STERBEORT        | VII. Budapester Bezirk „Erzsébetváros“, Budapest |